# Open 13 2015
Open 13 2015 byl tenisový turnaj pořádaný jako součást mužského okruhu ATP World Tour, který se hrál v hale Palais des Sports na krytých dvorcích s tvrdým povrchem. Konal se mezi 16. až 22. únorem 2015 v jihofrancouzském Marseille jako 22. ročník turnaje.
Turnaj s rozpočtem 632 840 eur patřil do kategorie ATP World Tour 250. Nejvýše nasazeným hráčem ve dvouhře se stal šestý hráč světa Milos Raonic z Kanady. Singlový titul si připsal francouzský tenista Gilles Simon. Soutěž čtyřhry ovládla chorvatsko-finská dvojice Marin Draganja a Henri Kontinen.

## Rozdělení bodů a finančních odměn

### Rozdělení bodů
| Soutěž       | vítězové | finalisté | semifinalisté | čtvrtfinalisté | 16 v kole | 32 v kole | Q  | Q3 | Q2 | Q1 |
| ------------ | -------- | --------- | ------------- | -------------- | --------- | --------- | -- | -- | -- | -- |
| dvouhra mužů | 250      | 150       | 90            | 45             | 20        | 0         | 12 | 6  | 0  | 0  |
| čtyřhra mužů | 250      | 150       | 90            | 45             | 0         |           |    |    |    |    |

### Finanční odměny
| Soutěž                              | vítězové | finalisté | semifinalisté | čtvrtfinalisté | 16 v kole | 32 v kole |
| ----------------------------------- | -------- | --------- | ------------- | -------------- | --------- | --------- |
| dvouhra                             | $102 900 | $54 200   | $29 360       | $16 730        | $9 855    | $5 840    |
| čtyřhra                             | $31 260  | $16 430   | $8 910        | $5 100         | $2 980    |           |
| částka ve čtyřhře je uvedena na pár |          |           |               |                |           |           |

## Mužská dvouhra

### Nasazení
| Stát                         | Hráč                  | ATP | Nasazení |
| ---------------------------- | --------------------- | --- | -------- |
| Kanada                       | Milos Raonic          | 6.  | 1.       |
| Švýcarsko                    | Stan Wawrinka         | 8.  | 2.       |
| Lotyšsko                     | Ernests Gulbis        | 13. | 3.       |
| Španělsko                    | Roberto Bautista Agut | 16. | 4.       |
| Francie                      | Gilles Simon          | 19. | 5.       |
| Belgie                       | David Goffin          | 20. | 6.       |
| Francie                      | Gaël Monfils          | 21. | 7.       |
| Česko                        | Lukáš Rosol           | 29. | 8.       |
| Žebříček ATP k 9. únoru 2015 |                       |     |          |

### Jiné formy účasti
Následující hráči obdrželi divokou kartu do hlavní soutěže:
- Borna Ćorić
- Gaël Monfils
- Benoît Paire

Následující hráč získal do hlavní soutěže zvláštní výjimku:
- Luca Vanni

Následující hráči postoupili z kvalifikace:
- David Guez
- Pierre-Hugues Herbert
- Nicolas Mahut
- Alexander Zverev

### Odhlášení
před zahájením turnaje
- Julien Benneteau → nahradil jej Jan-Lennard Struff
- Guillermo García-López → nahradil jej Andrej Golubjev
- Richard Gasquet → nahradil jej Andrej Kuzněcov
- Nick Kyrgios (zádové poranění)[1] → nahradil jej Serhij Stachovskyj
- Gilles Müller → nahradil jej Robin Haase

### Skrečování
- David Goffin (bolest zad)
- Pierre-Hugues Herbert (poranění pravého ramena)
- Paul-Henri Mathieu (žaludeční nevolnost)

## Mužská čtyřhra

### Nasazení
| Stát                                                                                  | Hráč                  | Stát       | Hráč           | ATP  | Nasazení |
| ------------------------------------------------------------------------------------- | --------------------- | ---------- | -------------- | ---- | -------- |
| Francie                                                                               | Pierre-Hugues Herbert | Francie    | Nicolas Mahut  | 47.  | 1.       |
| Chorvatsko                                                                            | Marin Draganja        | Finsko     | Henri Kontinen | 72.  | 2.       |
| Spojené království                                                                    | Jamie Murray          | Austrálie  | John Peers     | 73.  | 3.       |
| Německo                                                                               | Andre Begemann        | Nizozemsko | Robin Haase    | 100. | 4.       |
| Žebříček ATP k 9. únoru 2015; číslo je součtem žebříčkového postavení obou členů páru |                       |            |                |      |          |

### Jiné formy účasti
Následující páry obdržely divokou kartu do hlavní soutěže:
- Hsieh Cheng-peng /  Lee Hsin-han
- Alexander Zverev /  Mischa Zverev

### Odhlášení
v průběhu turnaje
- Pierre-Hugues Herbert (poranění pravého ramena)

## Přehled finále

### Mužská dvouhra
- Gilles Simon vs.  Gaël Monfils, 6–4, 1–6, 7–6(7–4)

### Mužská čtyřhra
- Marin Draganja /  Henri Kontinen vs.  Colin Fleming /  Jonathan Marray, 6–4, 3–6, [10–8]